# Interlands Hongaars voetbalelftal 1920-1929
Deze pagina toont een chronologisch en gedetailleerd overzicht van de interlands die het Hongaars voetbalelftal heeft gespeeld in de periode 1920 – 1929.

## Interlands

### 1920
|                                                                   |                                                 |       |                                   |                                                                             |
| 2 mei Vriendschappelijk № 74 «onderlinge duels» 17:00 uur (UTC+2) | Oostenrijk                                      | 2 – 2 | Hongarije                         | WAC-Platz, Wenen Toeschouwers: 20.000 Scheidsrechter: Willy Schmieger (AUT) |
| 2 mei Vriendschappelijk № 74 «onderlinge duels» 17:00 uur (UTC+2) | Gustav Wieser 44' (pen.) Ferdinand Swatosch 66' |       | 37' István Tóth 44' Mihály Pataki | WAC-Platz, Wenen Toeschouwers: 20.000 Scheidsrechter: Willy Schmieger (AUT) |

|                                                                        |                        |       |           |                                                                                     |
| 24 oktober Vriendschappelijk № 75 «onderlinge duels» 15:30 uur (UTC+1) | Duitsland              | 1 – 0 | Hongarije | Grunewaldstadion, Berlijn Toeschouwers: 55.000 Scheidsrechter: Jacques Hirrlé (SUI) |
| 24 oktober Vriendschappelijk № 75 «onderlinge duels» 15:30 uur (UTC+1) | Adolf Jäger 22' (pen.) |       |           | Grunewaldstadion, Berlijn Toeschouwers: 55.000 Scheidsrechter: Jacques Hirrlé (SUI) |

|                                                                        |                  |       |                                           | |
| 7 november Vriendschappelijk № 76 «onderlinge duels» 14:45 uur (UTC+1) | Hongarije        | 1 – 2 | Oostenrijk                                | Hungária Körúti Stadion, Boedapest Toeschouwers: 30.000 Scheidsrechter: Christiaan Groothoff (NED) |
| 7 november Vriendschappelijk № 76 «onderlinge duels» 14:45 uur (UTC+1) | József Braun 59' |       | 24' Richard Kuthan 43' Ferdinand Swatosch | Hungária Körúti Stadion, Boedapest Toeschouwers: 30.000 Scheidsrechter: Christiaan Groothoff (NED) |

### 1921
|                                                                      |                                                                   |       |                 |                                                                               |
| 24 april Vriendschappelijk № 77 «onderlinge duels» 16:30 uur (UTC+1) | Oostenrijk                                                        | 4 – 1 | Hongarije       | Simmeringer Had, Wenen Toeschouwers: 50.000 Scheidsrechter: Job Mutters (NED) |
| 24 april Vriendschappelijk № 77 «onderlinge duels» 16:30 uur (UTC+1) | Richard Kuthan 51', 53' (pen.) Karl Wondrak 63' Karl Neubauer 70' |       | 67' György Orth | Simmeringer Had, Wenen Toeschouwers: 50.000 Scheidsrechter: Job Mutters (NED) |

|                                                                    |                                                       |       |           |                                                                                                  |
| 5 juni Vriendschappelijk № 78 «onderlinge duels» 17:30 uur (UTC+1) | Hongarije                                             | 3 – 0 | Duitsland | Hungária körúti stadion, Boedapest Toeschouwers: 30.000 Scheidsrechter: Heinrich Retschury (AUT) |
| 5 juni Vriendschappelijk № 78 «onderlinge duels» 17:30 uur (UTC+1) | Imre Schlosser 10' Béla Guttmann 29' József Braun 47' |       |           | Hungária körúti stadion, Boedapest Toeschouwers: 30.000 Scheidsrechter: Heinrich Retschury (AUT) |

|                                                                        |                                              |       |                             |                                                                            |
| 6 november Vriendschappelijk № 79 «onderlinge duels» 14:30 uur (UTC+1) | Hongarije                                    | 4 – 2 | Zweden                      | Üllői Út, Boedapest Toeschouwers: 34.000 Scheidsrechter: Willem Boas (NED) |
| 6 november Vriendschappelijk № 79 «onderlinge duels» 14:30 uur (UTC+1) | György Orth 15', 49', 54' Imre Schlosser 72' |       | 70' (pen.) Herbert Carlsson | Üllői Út, Boedapest Toeschouwers: 34.000 Scheidsrechter: Willem Boas (NED) |

|                                                                         |                |       |       |                                                                                         |
| 18 december Vriendschappelijk № 80 «onderlinge duels» 13:45 uur (UTC+1) | Hongarije      | 1 – 0 | Polen | Hungária Körúti Stadion, Boedapest Toeschouwers: 8.000 Scheidsrechter: Karl Grätz (TCH) |
| 18 december Vriendschappelijk № 80 «onderlinge duels» 13:45 uur (UTC+1) | Jenő Szabó 18' |       |       | Hungária Körúti Stadion, Boedapest Toeschouwers: 8.000 Scheidsrechter: Karl Grätz (TCH) |

### 1922
|                                                                      |                   |       |                 |                                                                                            |
| 30 april Vriendschappelijk № 81 «onderlinge duels» 16:45 uur (UTC+1) | Hongarije         | 1 – 1 | Oostenrijk      | Hungária Körúti Stadion, Boedapest Toeschouwers: 30.000 Scheidsrechter: Peco Bauwens (GER) |
| 30 april Vriendschappelijk № 81 «onderlinge duels» 16:45 uur (UTC+1) | György Molnár 51' |       | 41' Karl Jiszda | Hungária Körúti Stadion, Boedapest Toeschouwers: 30.000 Scheidsrechter: Peco Bauwens (GER) |

|                                                                    |       |                                      |           |                                                                                |
| 14 mei Vriendschappelijk № 82 «onderlinge duels» 17:15 uur (UTC+1) | Polen | 0 – 3                                | Hongarije | Stadion Cracovii, Krakau Toeschouwers: 16.000 Scheidsrechter: Karl Grätz (TCH) |
| 14 mei Vriendschappelijk № 82 «onderlinge duels» 17:15 uur (UTC+1) |       | 6' Jenő Seiden 44', 81' Mihály Solti |           | Stadion Cracovii, Krakau Toeschouwers: 16.000 Scheidsrechter: Karl Grätz (TCH) |

|                                                                     |                 |       |                 |                                                                                   |
| 15 juni Vriendschappelijk № 83 «onderlinge duels» 18:00 uur (UTC+1) | Hongarije       | 1 – 1 | Zwitserland     | Üllői út, Boedapest Toeschouwers: 15.000 Scheidsrechter: Heinrich Retschury (AUT) |
| 15 juni Vriendschappelijk № 83 «onderlinge duels» 18:00 uur (UTC+1) | Zoltán Blum 63' |       | 19' Oskar Merkt | Üllői út, Boedapest Toeschouwers: 15.000 Scheidsrechter: Heinrich Retschury (AUT) |

|                                                                    |           |       |           | |
| 2 juli Vriendschappelijk № 84 «onderlinge duels» 17:00 uur (UTC+1) | Duitsland | 0 – 0 | Hongarije | Stadion an der Castroper Straße, Bochum Toeschouwers: 35.000 Scheidsrechter: Heinrich Retschury (AUT) |
| 2 juli Vriendschappelijk № 84 «onderlinge duels» 17:00 uur (UTC+1) |           |       |           | Stadion an der Castroper Straße, Bochum Toeschouwers: 35.000 Scheidsrechter: Heinrich Retschury (AUT) |

|                                                                    |                    |       |                   |                                                                                      |
| 9 juli Vriendschappelijk № 85 «onderlinge duels» 14:00 uur (UTC+1) | Zweden             | 1 – 1 | Hongarije         | Olympisch Stadion, Stockholm Toeschouwers: 14.000 Scheidsrechter: Per Andersen (NOR) |
| 9 juli Vriendschappelijk № 85 «onderlinge duels» 14:00 uur (UTC+1) | Erik Börjesson 43' |       | 77' Ferenc Hirzer | Olympisch Stadion, Stockholm Toeschouwers: 14.000 Scheidsrechter: Per Andersen (NOR) |

|                                                                     |                   |       |                                                                     |                                                                                        |
| 13 juli Vriendschappelijk № 86 «onderlinge duels» 18:30 uur (UTC+2) | Finland           | 1 – 5 | Hongarije                                                           | Töölön Pallokenttä, Helsinki Toeschouwers: 5.000 Scheidsrechter: Artur Björklund (SWE) |
| 13 juli Vriendschappelijk № 86 «onderlinge duels» 18:30 uur (UTC+2) | Hjalmar Kelin 56' |       | 22', 83' Ernő Schwarz 64' (pen.) Károly Fogl 69', 81' Mihály Pataki | Töölön Pallokenttä, Helsinki Toeschouwers: 5.000 Scheidsrechter: Artur Björklund (SWE) |

|                                                                          |                                         |       |                        |                                                                                  |
| 24 september Vriendschappelijk № 87 «onderlinge duels» 15:30 uur (UTC+1) | Oostenrijk                              | 2 – 2 | Hongarije              | Hohe Wartestadion, Wenen Toeschouwers: 65.000 Scheidsrechter: Peco Bauwens (GER) |
| 24 september Vriendschappelijk № 87 «onderlinge duels» 15:30 uur (UTC+1) | Richard Kuthan 17' Ferdinand Wesely 80' |       | 22', 71' István Priboj | Hohe Wartestadion, Wenen Toeschouwers: 65.000 Scheidsrechter: Peco Bauwens (GER) |

|                                                                         |                   |       |                                         |                                                                              |
| 26 november Vriendschappelijk № 88 «onderlinge duels» 14:00 uur (UTC+1) | Hongarije         | 1 – 2 | Oostenrijk                              | Üllői Út, Boedapest Toeschouwers: 30.000 Scheidsrechter: Carl Koppehel (GER) |
| 26 november Vriendschappelijk № 88 «onderlinge duels» 14:00 uur (UTC+1) | György Molnár 21' |       | 61' Ferdinand Swatosch 67' Hans Kowanda | Üllői Út, Boedapest Toeschouwers: 30.000 Scheidsrechter: Carl Koppehel (GER) |

### 1923
|                                                                   |        |       |           |                                                                                |
| 4 mei Vriendschappelijk № 89 «onderlinge duels» 15:00 uur (UTC+1) | Italië | 0 – 0 | Hongarije | Stadio Comunale, Genua Toeschouwers: 20.000 Scheidsrechter: John Forster (SUI) |
| 4 mei Vriendschappelijk № 89 «onderlinge duels» 15:00 uur (UTC+1) |        |       |           | Stadio Comunale, Genua Toeschouwers: 20.000 Scheidsrechter: John Forster (SUI) |

|                                                                      |                  |       | |                                                                                  |
| 11 maart Vriendschappelijk № 90 «onderlinge duels» 15:00 uur (UTC+1) | Zwitserland      | 1 – 6 | Hongarije                                                                                              | Stade Olympique, Lausanne Toeschouwers: 15.000 Scheidsrechter: Job Mutters (NED) |
| 11 maart Vriendschappelijk № 90 «onderlinge duels» 15:00 uur (UTC+1) | Max Abegglen 75' |       | 4' György Molnár 55' György Orth 57' György Molnár 63' Ferenc Hirzer 65' Ferenc Hirzer 77' György Orth | Stade Olympique, Lausanne Toeschouwers: 15.000 Scheidsrechter: Job Mutters (NED) |

|                                                                   |                        |       |           |                                                                                |
| 6 mei Vriendschappelijk № 91 «onderlinge duels» 16:30 uur (UTC+1) | Oostenrijk             | 1 – 0 | Hongarije | Hohe Wartestadion, Wenen Toeschouwers: 40.000 Scheidsrechter: Karl Grätz (TCH) |
| 6 mei Vriendschappelijk № 91 «onderlinge duels» 16:30 uur (UTC+1) | Ferdinand Swatosch 79' |       |           | Hohe Wartestadion, Wenen Toeschouwers: 40.000 Scheidsrechter: Karl Grätz (TCH) |

|                                                                         |                                         |       |                 |                                                                            |
| 19 augustus Vriendschappelijk № 92 «onderlinge duels» 17:00 uur (UTC+1) | Hongarije                               | 3 – 1 | Finland         | Üllői út, Boedapest Toeschouwers: 16.000 Scheidsrechter: Max Seemann (AUT) |
| 19 augustus Vriendschappelijk № 92 «onderlinge duels» 17:00 uur (UTC+1) | József Braun 50', 53' Ferenc Hirzer 86' |       | 37' Aarne Linna | Üllői út, Boedapest Toeschouwers: 16.000 Scheidsrechter: Max Seemann (AUT) |

|                                                                          |                                             |       |            |                                                                                          |
| 23 september Vriendschappelijk № 93 «onderlinge duels» 15:45 uur (UTC+1) | Hongarije                                   | 2 – 0 | Oostenrijk | Hungária Körúti Stadion, Boedapest Toeschouwers: 38.000 Scheidsrechter: Karl Grätz (TCH) |
| 23 september Vriendschappelijk № 93 «onderlinge duels» 15:45 uur (UTC+1) | György Molnár 69' (pen.) Kálmán Csontos 72' |       |            | Hungária Körúti Stadion, Boedapest Toeschouwers: 38.000 Scheidsrechter: Karl Grätz (TCH) |

|                                                                        |                             |       |                |                                                                                |
| 28 oktober Vriendschappelijk № 94 «onderlinge duels» 15:00 uur (UTC+1) | Hongarije                   | 2 – 1 | Zweden         | Üllői út, Boedapest Toeschouwers: 35.000 Scheidsrechter: Willy Schmieger (AUT) |
| 28 oktober Vriendschappelijk № 94 «onderlinge duels» 15:00 uur (UTC+1) | József Eisenhoffer 11', 36' |       | 2' Olof Detter | Üllői út, Boedapest Toeschouwers: 35.000 Scheidsrechter: Willy Schmieger (AUT) |

### 1924
|                                                                     |                                                                                                  |       |                    |                                                                                           |
| 6 april Vriendschappelijk № 95 «onderlinge duels» 16:30 uur (UTC+1) | Hongarije                                                                                        | 7 – 1 | Italië             | Hungária Körúti Stadion, Boedapest Toeschouwers: 35.000 Scheidsrechter: Max Seemann (AUT) |
| 6 april Vriendschappelijk № 95 «onderlinge duels» 16:30 uur (UTC+1) | József Braun 17', 42' (pen.) József Eisenhoffer 49' György Molnár 59', 60', 69' Zoltán Opata 70' |       | 76' Luigi Cevenini | Hungária Körúti Stadion, Boedapest Toeschouwers: 35.000 Scheidsrechter: Max Seemann (AUT) |

|                                                                   |                            |       |                                      |                                                                                               |
| 4 mei Vriendschappelijk № 96 «onderlinge duels» 17:00 uur (UTC+1) | Hongarije                  | 2 – 2 | Oostenrijk                           | Hungária Körúti Stadion, Boedapest Toeschouwers: 40.000 Scheidsrechter: Artur Björklund (SWE) |
| 4 mei Vriendschappelijk № 96 «onderlinge duels» 17:00 uur (UTC+1) | József Eisenhoffer 5', 64' |       | 48' Johann Horvath 88' Gustav Wieser | Hungária Körúti Stadion, Boedapest Toeschouwers: 40.000 Scheidsrechter: Artur Björklund (SWE) |

|                                                                    |                                                                                    |       |                                          |                                                                                      |
| 18 mei Vriendschappelijk № 97 «onderlinge duels» 15:00 uur (UTC+1) | Zwitserland                                                                        | 4 – 2 | Hongarije                                | Sportplatz Förrlibuck, Zürich Toeschouwers: 18.000 Scheidsrechter: John Fowler (ENG) |
| 18 mei Vriendschappelijk № 97 «onderlinge duels» 15:00 uur (UTC+1) | Max Abegglen 20' Paolo Sturzenegger 32' Walter Dietrich 47' Paolo Sturzenegger 54' |       | 66' (pen.) József Braun 72' Zoltán Opata | Sportplatz Förrlibuck, Zürich Toeschouwers: 18.000 Scheidsrechter: John Fowler (ENG) |

| Olympische Spelen 1924 |
| ---------------------- |

|                                                                                 |                                                                     |       |       |                                                                              |
| 26 mei Olympische Spelen Eerste ronde № 98 «onderlinge duels» 17:00 uur (UTC+1) | Hongarije                                                           | 5 – 0 | Polen | Stade Bergeyre, Parijs Toeschouwers: 3.578 Scheidsrechter: Job Mutters (NED) |
| 26 mei Olympische Spelen Eerste ronde № 98 «onderlinge duels» 17:00 uur (UTC+1) | József Eisenhoffer 15' Ferenc Hirzer 51', 58' Zoltán Opata 70', 87' |       |       | Stade Bergeyre, Parijs Toeschouwers: 3.578 Scheidsrechter: Job Mutters (NED) |

|                                                                                   |                                          |       |           |                                                                                          |
| 29 mei Olympische Spelen Achtste finale № 99 «onderlinge duels» 17:00 uur (UTC+1) | Egypte                                   | 3 – 0 | Hongarije | Stadium Saint-Ouen, Parijs Toeschouwers: 4.371 Scheidsrechter: Luis Colina Álvarez (ESP) |
| 29 mei Olympische Spelen Achtste finale № 99 «onderlinge duels» 17:00 uur (UTC+1) | Ibrahim Yakan 4', 58' Hussein Hegazi 40' |       |           | Stadium Saint-Ouen, Parijs Toeschouwers: 4.371 Scheidsrechter: Luis Colina Álvarez (ESP) |

|  |  |  |  |  |  |  |  |  |

|                                                                     |           |                        |           |                                                                                          |
| 4 juni Vriendschappelijk № 100 «onderlinge duels» 17:30 uur (UTC+1) | Frankrijk | 0 – 1                  | Hongarije | Stade de la Cavée Verte, Le Havre Toeschouwers: 5.000 Scheidsrechter: Félix Herren (SUI) |
| 4 juni Vriendschappelijk № 100 «onderlinge duels» 17:30 uur (UTC+1) |           | 25' József Eisenhoffer |           | Stade de la Cavée Verte, Le Havre Toeschouwers: 5.000 Scheidsrechter: Félix Herren (SUI) |

|                                                                          |                                                                      |       |       |                                                                               |
| 31 augustus Vriendschappelijk № 101 «onderlinge duels» 16:30 uur (UTC+1) | Hongarije                                                            | 4 – 0 | Polen | Üllői Út, Boedapest Toeschouwers: 24.000 Scheidsrechter: Heinrich Plhak (AUT) |
| 31 augustus Vriendschappelijk № 101 «onderlinge duels» 16:30 uur (UTC+1) | Władysław Karasiak 31' (e.d.) József Takács 38', 40' György Orth 59' |       |       | Üllői Út, Boedapest Toeschouwers: 24.000 Scheidsrechter: Heinrich Plhak (AUT) |

|                                                                           |                                         |       |                 |                                                                                     |
| 14 september Vriendschappelijk № 102 «onderlinge duels» 15:30 uur (UTC+1) | Oostenrijk                              | 2 – 1 | Hongarije       | Hohe Wartestadion, Wenen Toeschouwers: 45.000 Scheidsrechter: Charles Barette (BEL) |
| 14 september Vriendschappelijk № 102 «onderlinge duels» 15:30 uur (UTC+1) | Johann Horvath 40' Ferdinand Wesely 87' |       | 45' György Orth | Hohe Wartestadion, Wenen Toeschouwers: 45.000 Scheidsrechter: Charles Barette (BEL) |

|                                                                           |                                                                    |       |                 |                                                                                          |
| 21 september Vriendschappelijk № 103 «onderlinge duels» 16:00 uur (UTC+1) | Hongarije                                                          | 4 – 1 | Duitsland       | Üllői út, Boedapest Toeschouwers: 35.000 Scheidsrechter: Heinrich Retschury (Oostenrijk) |
| 21 september Vriendschappelijk № 103 «onderlinge duels» 16:00 uur (UTC+1) | Béla Szentmiklóssy 33' Hans Lang 42' (e.d.) József Takács 49', 64' |       | 56' Otto Harder | Üllői út, Boedapest Toeschouwers: 35.000 Scheidsrechter: Heinrich Retschury (Oostenrijk) |

### 1925
|                                                                         |                    |       |                                   |                                                                                           |
| 18 januari Vriendschappelijk № 104 «onderlinge duels» 14:30 uur (UTC+1) | Italië             | 1 – 2 | Hongarije                         | Campo di viale Lombardia, Milaan Toeschouwers: 18.000 Scheidsrechter: Marcel Slawik (FRA) |
| 18 januari Vriendschappelijk № 104 «onderlinge duels» 14:30 uur (UTC+1) | Leopoldo Conti 17' |       | 27' Illés Spitz 76' József Takács | Campo di viale Lombardia, Milaan Toeschouwers: 18.000 Scheidsrechter: Marcel Slawik (FRA) |

|                                                                       |                                                                                              |       |             |                                                                                            |
| 25 maart Vriendschappelijk № 105 «onderlinge duels» 15:30 uur (UTC+1) | Hongarije                                                                                    | 5 – 0 | Zwitserland | Hungária Körúti Stadion, Boedapest Toeschouwers: 40.000 Scheidsrechter: Josip Fabris (YUG) |
| 25 maart Vriendschappelijk № 105 «onderlinge duels» 15:30 uur (UTC+1) | József Takács 14' György Molnár 43' György Molnár 79' (pen.) Rudolf Jeny 84' Rudolf Jeny 87' |       |             | Hungária Körúti Stadion, Boedapest Toeschouwers: 40.000 Scheidsrechter: Josip Fabris (YUG) |

|                                                                    |                                        |       |                   |                                                                                      |
| 5 mei Vriendschappelijk № 106 «onderlinge duels» 17:30 uur (UTC+1) | Oostenrijk                             | 3 – 1 | Hongarije         | Hohe Wartestadion, Wenen Toeschouwers: 43.000 Scheidsrechter: František Cejnar (TCH) |
| 5 mei Vriendschappelijk № 106 «onderlinge duels» 17:30 uur (UTC+1) | József Takács 24' Otto Haftel 38', 88' |       | 31' Moses Häusler | Hohe Wartestadion, Wenen Toeschouwers: 43.000 Scheidsrechter: František Cejnar (TCH) |

|                                                                     |                 |       |                                                    |                                                                                              |
| 21 mei Vriendschappelijk № 107 «onderlinge duels» 17:30 uur (UTC+1) | Hongarije       | 1 – 3 | België                                             | Hungária Körúti Stadion, Boedapest Toeschouwers: 25.000 Scheidsrechter: Jacques Hirrlé (SUI) |
| 21 mei Vriendschappelijk № 107 «onderlinge duels» 17:30 uur (UTC+1) | Rudolf Jeny 87' |       | 10' Victor Houet 65' Ferdinand Adams 81' Ivan Thys | Hungária Körúti Stadion, Boedapest Toeschouwers: 25.000 Scheidsrechter: Jacques Hirrlé (SUI) |

|                                                                      |                                                                    |       |                        |                                                                                       |
| 12 juli Vriendschappelijk № 108 «onderlinge duels» 15:00 uur (UTC+1) | Zweden                                                             | 6 – 2 | Hongarije              | Olympisch Stadion, Stockholm Toeschouwers: 17.000 Scheidsrechter: Sophus Hansen (DEN) |
| 12 juli Vriendschappelijk № 108 «onderlinge duels» 15:00 uur (UTC+1) | Filip Johansson 3', 27', 50' Sven Rydell 19', 78' Per Kaufeldt 84' |       | 51', 71' József Takács | Olympisch Stadion, Stockholm Toeschouwers: 17.000 Scheidsrechter: Sophus Hansen (DEN) |

|                                                                      |       |                                         |           |                                                                             |
| 19 juli Vriendschappelijk № 109 «onderlinge duels» 17:30 uur (UTC+1) | Polen | 0 – 2                                   | Hongarije | Stadion Wisły, Krakau Toeschouwers: 8.000 Scheidsrechter: Eugen Braun (AUT) |
| 19 juli Vriendschappelijk № 109 «onderlinge duels» 17:30 uur (UTC+1) |       | 59' József Winkler 78' József Holzbauer |           | Stadion Wisły, Krakau Toeschouwers: 8.000 Scheidsrechter: Eugen Braun (AUT) |

|                                                                           |                   |       |                |                                                                              |
| 20 september Vriendschappelijk № 110 «onderlinge duels» 16:00 uur (UTC+1) | Hongarije         | 1 – 1 | Oostenrijk     | Üllői Út, Boedapest Toeschouwers: 33.000 Scheidsrechter: Karel Herites (TCH) |
| 20 september Vriendschappelijk № 110 «onderlinge duels» 16:00 uur (UTC+1) | István Priboj 36' |       | 49' Lajos Buza | Üllői Út, Boedapest Toeschouwers: 33.000 Scheidsrechter: Karel Herites (TCH) |

|                                                                        |           |                        |        |                                                                            |
| 4 oktober Vriendschappelijk № 111 «onderlinge duels» 15:30 uur (UTC+1) | Hongarije | 0 – 1                  | Spanje | Üllői Út, Boedapest Toeschouwers: 34.830 Scheidsrechter: Eugen Braun (AUT) |
| 4 oktober Vriendschappelijk № 111 «onderlinge duels» 15:30 uur (UTC+1) |           | 52' Carmelo Goyenechea |        | Üllői Út, Boedapest Toeschouwers: 34.830 Scheidsrechter: Eugen Braun (AUT) |

|                                                                         |                                     |       |           |                                                                                      |
| 11 oktober Vriendschappelijk № 112 «onderlinge duels» 15:30 uur (UTC+1) | Tsjecho-Slowakije                   | 2 – 0 | Hongarije | Letenský Stadion, Praag Toeschouwers: 3.000 Scheidsrechter: Heinrich Retschury (AUT) |
| 11 oktober Vriendschappelijk № 112 «onderlinge duels» 15:30 uur (UTC+1) | Antonín Perner 49' Jan Dvořáček 78' |       |           | Letenský Stadion, Praag Toeschouwers: 3.000 Scheidsrechter: Heinrich Retschury (AUT) |

|                                                                         |                          |       |                          |                                                                              |
| 8 november Vriendschappelijk № 113 «onderlinge duels» 14:30 uur (UTC+1) | Hongarije                | 1 – 1 | Italië                   | Üllői út, Boedapest Toeschouwers: 20.000 Scheidsrechter: Marcel Slawik (FRA) |
| 8 november Vriendschappelijk № 113 «onderlinge duels» 14:30 uur (UTC+1) | György Molnár 76' (pen.) |       | 21' Giuseppe Della Valle | Üllői út, Boedapest Toeschouwers: 20.000 Scheidsrechter: Marcel Slawik (FRA) |

### 1926
|                                                                        |        |                                 |           | |
| 14 februari Vriendschappelijk № 114 «onderlinge duels» 14:30 uur (UTC) | België | 0 – 2                           | Hongarije | Stade à Molenbeek-Saint-Jean, Sint-Jans-Molenbeek Toeschouwers: 25.000 Scheidsrechter: Job Mutters (NED) |
| 14 februari Vriendschappelijk № 114 «onderlinge duels» 14:30 uur (UTC) |        | 51' István Pipa 77' János Rémay |           | Stade à Molenbeek-Saint-Jean, Sint-Jans-Molenbeek Toeschouwers: 25.000 Scheidsrechter: Job Mutters (NED) |

|                                                                    |           |                                                      |            |                                                                                             |
| 2 mei Vriendschappelijk № 115 «onderlinge duels» 17:00 uur (UTC+1) | Hongarije | 0 – 3                                                | Oostenrijk | Hungária Körúti Stadion, Boedapest Toeschouwers: 35.000 Scheidsrechter: Karel Herites (TCH) |
| 2 mei Vriendschappelijk № 115 «onderlinge duels» 17:00 uur (UTC+1) |           | 7' Franz Eckl 43' Rudolf Hanel 54' Wilhelm Morocutti |            | Hungária Körúti Stadion, Boedapest Toeschouwers: 35.000 Scheidsrechter: Karel Herites (TCH) |

|                                                                     |                                    |       |                   |                                                                               |
| 6 juni Vriendschappelijk № 116 «onderlinge duels» 17:00 uur (UTC+1) | Hongarije                          | 2 – 1 | Tsjecho-Slowakije | Üllői út, Boedapest Toeschouwers: 27.000 Scheidsrechter: Giovanni Mauro (ITA) |
| 6 juni Vriendschappelijk № 116 «onderlinge duels» 17:00 uur (UTC+1) | József Takács 31' Vilmos Kohut 66' |       | 38' Josef Silný   | Üllői út, Boedapest Toeschouwers: 27.000 Scheidsrechter: Giovanni Mauro (ITA) |

|                                                                          |                                                                       |       |                          |                                                                                            |
| 20 augustus Vriendschappelijk № 117 «onderlinge duels» 17:00 uur (UTC+1) | Hongarije                                                             | 4 – 1 | Polen                    | Hungária Körúti Stadion, Boedapest Toeschouwers: 9.000 Scheidsrechter: Ernest Fabris (YGU) |
| 20 augustus Vriendschappelijk № 117 «onderlinge duels» 17:00 uur (UTC+1) | József Kautzky 9' László Horváth 31' Károly Fogl 42' Gyula Senkey 61' |       | 48' Wawrzyniec Staliński | Hungária Körúti Stadion, Boedapest Toeschouwers: 9.000 Scheidsrechter: Ernest Fabris (YGU) |

|                                                                           |                                                     |       |                                        |                                                                                          |
| 19 september Vriendschappelijk № 118 «onderlinge duels» 16:00 uur (UTC+1) | Oostenrijk                                          | 2 – 3 | Hongarije                              | Hohe Wartestadion, Wenen Toeschouwers: 40.000 Scheidsrechter: Ladislav Štépanovský (TCH) |
| 19 september Vriendschappelijk № 118 «onderlinge duels» 16:00 uur (UTC+1) | Ferdinand Wesely 55' Otto Höss 55' Vilmos Kohut 83' |       | 2' József Holzbauer 62' József Jeszmás | Hohe Wartestadion, Wenen Toeschouwers: 40.000 Scheidsrechter: Ladislav Štépanovský (TCH) |

|                                                                          |                                                   |       |                      |                                                                            |
| 14 november Vriendschappelijk № 119 «onderlinge duels» 14:00 uur (UTC+1) | Hongarije                                         | 3 – 1 | Zweden               | Üllői Út, Boedapest Toeschouwers: 26.000 Scheidsrechter: Eugen Braun (AUT) |
| 14 november Vriendschappelijk № 119 «onderlinge duels» 14:00 uur (UTC+1) | József Braun 4' Zoltán Opata 30' Vilmos Kohut 67' |       | 85' Torsten Svensson | Üllői Út, Boedapest Toeschouwers: 26.000 Scheidsrechter: Eugen Braun (AUT) |

|                                                                        |                                                                               |       |                                   |                                                                                 |
| 19 december Vriendschappelijk № 120 «onderlinge duels» 15:00 uur (UTC) | Spanje                                                                        | 4 – 2 | Hongarije                         | Estadio Coya, Vigo Toeschouwers: 15.000 Scheidsrechter: Albert Prince-Cox (ENG) |
| 19 december Vriendschappelijk № 120 «onderlinge duels» 15:00 uur (UTC) | Juan Errazquín 12' Seve Goiburu 17' Carmelo Goyenechea 66' Juan Errazquín 87' |       | 36' Zoltán Opata 84' József Braun | Estadio Coya, Vigo Toeschouwers: 15.000 Scheidsrechter: Albert Prince-Cox (ENG) |

|                                                        |                                                              |       |                                           |                                                                               |
| 26 december Vriendschappelijk № 121 «onderlinge duels» | Portugal                                                     | 3 – 3 | Hongarije                                 | Campo do Ameal, Porto Toeschouwers: 10.000 Scheidsrechter: José Llovera (ESP) |
| 26 december Vriendschappelijk № 121 «onderlinge duels» | João dos Santos 40' (pen.) Severo Tiago 49' José Martins 60' |       | 9', 74' József Holzbauer 22' József Braun | Campo do Ameal, Porto Toeschouwers: 10.000 Scheidsrechter: José Llovera (ESP) |

### 1927
|                                                                       | |       |           |                                                                                      |
| 10 april Vriendschappelijk № 122 «onderlinge duels» 16:00 uur (UTC+1) | Oostenrijk                                                                                         | 6 – 0 | Hongarije | Hohe Wartestadion, Wenen Toeschouwers: 42.000 Scheidsrechter: František Cejnar (TCH) |
| 10 april Vriendschappelijk № 122 «onderlinge duels» 16:00 uur (UTC+1) | Karl Jiszda 26', 32' Karl Rappan 32' Josef Blum 40' (pen.) Ferdinand Wesely 54' Johann Horvath 84' |       |           | Hohe Wartestadion, Wenen Toeschouwers: 42.000 Scheidsrechter: František Cejnar (TCH) |

|                                                                       |                                                       |       |             |                                                                                  |
| 10 april Vriendschappelijk № 123 «onderlinge duels» 16:00 uur (UTC+1) | Hongarije                                             | 3 – 0 | Joegoslavië | Üllői út, Boedapest Toeschouwers: 6.000 Scheidsrechter: Heinrich Retschury (AUT) |
| 10 april Vriendschappelijk № 123 «onderlinge duels» 16:00 uur (UTC+1) | Antal Siklóssy 24' György Orth 34' Gábor P. Szabó 90' |       |             | Üllői út, Boedapest Toeschouwers: 6.000 Scheidsrechter: Heinrich Retschury (AUT) |

|                                                                       |                                                                                |       |                     |                                                                                   |
| 24 april Vriendschappelijk № 124 «onderlinge duels» 17:30 uur (UTC+1) | Tsjecho-Slowakije                                                              | 4 – 1 | Hongarije           | Letenský Stadion, Praag Toeschouwers: 20.000 Scheidsrechter: Julius Zwicker (AUT) |
| 24 april Vriendschappelijk № 124 «onderlinge duels» 17:30 uur (UTC+1) | Antonín Puč 17' Karel Steiner 25' (pen.) František Svoboda 37' Josef Silný 50' |       | 42' István Mészáros | Letenský Stadion, Praag Toeschouwers: 20.000 Scheidsrechter: Julius Zwicker (AUT) |

|                                                                      | |        |                    |                                                                                   |
| 12 juni Vriendschappelijk № 125 «onderlinge duels» 17:30 uur (UTC+1) | Hongarije | 13 – 1 | Frankrijk          | Üllői út, Boedapest Toeschouwers: 20.000 Scheidsrechter: Heinrich Retschury (AUT) |
| 12 juni Vriendschappelijk № 125 «onderlinge duels» 17:30 uur (UTC+1) | József Takács 17', 41', 51', 60', 83', 85' György Orth 25', 26' György Skvarek 30', 88' Vilmos Kohut 32', 62' Jules Devaquez 78' (e.d.) |        | 80' Jules Devaquez | Üllői út, Boedapest Toeschouwers: 20.000 Scheidsrechter: Heinrich Retschury (AUT) |

|                                                                           |                                                                                             |       |                                           |                                                                                  |
| 25 september Vriendschappelijk № 126 «onderlinge duels» 15:30 uur (UTC+1) | Hongarije                                                                                   | 5 – 3 | Oostenrijk                                | Üllői út, Boedapest Toeschouwers: 38.000 Scheidsrechter: Albert Prince-Cox (ENG) |
| 25 september Vriendschappelijk № 126 «onderlinge duels» 15:30 uur (UTC+1) | József Takács 18' Vilmos Kohut 27' Albert Ströck 51' József Holzbauer 62' Ferenc Hirzer 67' |       | 11', 84' Ferdinand Wesely 13' Ignaz Siegl | Üllői út, Boedapest Toeschouwers: 38.000 Scheidsrechter: Albert Prince-Cox (ENG) |

|                                                                           |             |       |               |                                                                                         |
| 25 september Vriendschappelijk № 127 «onderlinge duels» 16:00 uur (UTC+1) | Joegoslavië | 5 – 1 | Hongarije     | Stadion Concordije, Zagreb Toeschouwers: 6.000 Scheidsrechter: Heinrich Retschury (AUT) |
| 25 september Vriendschappelijk № 127 «onderlinge duels» 16:00 uur (UTC+1) | ?           |       | 86' János Víg | Stadion Concordije, Zagreb Toeschouwers: 6.000 Scheidsrechter: Heinrich Retschury (AUT) |

|                                                                        |                  |       |                                    |                                                                                           |
| 9 oktober Vriendschappelijk № 128 «onderlinge duels» 15:00 uur (UTC+1) | Hongarije        | 1 – 2 | Tsjecho-Slowakije                  | Hungária Körúti Stadion, Boedapest Toeschouwers: 40.000 Scheidsrechter: Eugen Braun (AUT) |
| 9 oktober Vriendschappelijk № 128 «onderlinge duels» 15:00 uur (UTC+1) | Vilmos Kohut 72' |       | 45' Karel Podrazil 49' Josef Silný | Hungária Körúti Stadion, Boedapest Toeschouwers: 40.000 Scheidsrechter: Eugen Braun (AUT) |

### 1928
| |                                           |       |                                 |                                                                                    |
| 25 maart Centraal-Europese Internationale Beker 1927-1930 № 129 «onderlinge duels» 15:00 uur (UTC+1) | Italië                                    | 4 – 3 | Hongarije                       | Stadio Nazionale PNF, Rome Toeschouwers: 25.000 Scheidsrechter: Peco Bauwens (GER) |
| 25 maart Centraal-Europese Internationale Beker 1927-1930 № 129 «onderlinge duels» 15:00 uur (UTC+1) | Conti 48', 75' Rossetti 58' Libonatti 85' |       | 13' Kohut 44' Hirzer 77' Takács | Stadio Nazionale PNF, Rome Toeschouwers: 25.000 Scheidsrechter: Peco Bauwens (GER) |

|                                                                       |                                     |       |             |                                                                               |
| 25 maart Vriendschappelijk № 130 «onderlinge duels» 16:00 uur (UTC+1) | Hongarije                           | 2 – 1 | Joegoslavië | Üllői Út, Boedapest Toeschouwers: 10.000 Scheidsrechter: Alfred Preßler (AUT) |
| 25 maart Vriendschappelijk № 130 «onderlinge duels» 16:00 uur (UTC+1) | János Stofián 32' János Stofián 34' |       | ?           | Üllői Út, Boedapest Toeschouwers: 10.000 Scheidsrechter: Alfred Preßler (AUT) |

| |                                    |       |                   |                                                                                  |
| 22 april Centraal-Europese Internationale Beker 1927-1930 № 131 «onderlinge duels» 16:30 uur (UTC+1) | Hongarije                          | 2 – 0 | Tsjecho-Slowakije | Üllői Út, Boedapest Toeschouwers: 38.000 Scheidsrechter: Raphaël Van Praag (BEL) |
| 22 april Centraal-Europese Internationale Beker 1927-1930 № 131 «onderlinge duels» 16:30 uur (UTC+1) | Ferenc Hirzer 18' Vilmos Kohut 76' |       |                   | Üllői Út, Boedapest Toeschouwers: 38.000 Scheidsrechter: Raphaël Van Praag (BEL) |

|                                                                    |                                                               |       |                                                                              |                                                                                            |
| 6 mei Vriendschappelijk № 132 «onderlinge duels» 16:30 uur (UTC+1) | Hongarije                                                     | 5 – 5 | Oostenrijk                                                                   | Hungária Körúti Stadion, Boedapest Toeschouwers: 33.000 Scheidsrechter: Gustav Krist (TCH) |
| 6 mei Vriendschappelijk № 132 «onderlinge duels» 16:30 uur (UTC+1) | Vilmos Kohut 2', 27', 43' Ferenc Hirzer 16' Albert Ströck 50' |       | 23', 37', 52' Franz Weselik 82' Willibald Kirbes 90' (pen.) Ferdinand Wesely | Hungária Körúti Stadion, Boedapest Toeschouwers: 33.000 Scheidsrechter: Gustav Krist (TCH) |

| |                                                                                 |       |                   |                                                                                   |
| 7 oktober Centraal-Europese Internationale Beker 1927-1930 № 133 «onderlinge duels» 15:30 uur (UTC+1) | Oostenrijk                                                                      | 5 – 1 | Hongarije         | Hohe Wartestadion, Wenen Toeschouwers: 40.000 Scheidsrechter: Alfred Birlem (GER) |
| 7 oktober Centraal-Europese Internationale Beker 1927-1930 № 133 «onderlinge duels» 15:30 uur (UTC+1) | Ignaz Siegl 11', 27' Franz Weselik 55' Ferdinand Wesely 62' Fritz Gschweidl 75' |       | 38' Ferenc Hirzer | Hohe Wartestadion, Wenen Toeschouwers: 40.000 Scheidsrechter: Alfred Birlem (GER) |

| |                                                      |       |                          |                                                                               |
| 1 november Centraal-Europese Internationale Beker 1927-1930 № 134 «onderlinge duels» 14:30 uur (UTC+1) | Hongarije                                            | 3 – 1 | Zwitserland              | Üllői út, Boedapest Toeschouwers: 20.000 Scheidsrechter: Albino Carraro (ITA) |
| 1 november Centraal-Europese Internationale Beker 1927-1930 № 134 «onderlinge duels» 14:30 uur (UTC+1) | József Turay 36' Ferenc Hirzer 49' Albert Ströck 53' |       | 78' (pen.) Walter Weiler | Üllői út, Boedapest Toeschouwers: 20.000 Scheidsrechter: Albino Carraro (ITA) |

### 1929
|                                                                        |                                                               |       |           |                                                                                                |
| 24 februari Vriendschappelijk № 135 «onderlinge duels» 14:30 uur (UTC) | Frankrijk                                                     | 3 – 0 | Hongarije | Stade olympique Yves-du-Manoir, Colombes Toeschouwers: 20.000 Scheidsrechter: Paul Ruoff (SUI) |
| 24 februari Vriendschappelijk № 135 «onderlinge duels» 14:30 uur (UTC) | Maurice Banide 23' Paul Nicolas 25' Guillaume Lieb 33' (pen.) |       |           | Stade olympique Yves-du-Manoir, Colombes Toeschouwers: 20.000 Scheidsrechter: Paul Ruoff (SUI) |

| |                                                                      |       |                                                                                             |                                                                                |
| 14 april Centraal-Europese Internationale Beker 1927-1930 № 136 «onderlinge duels» 15:00 uur (UTC+1) | Zwitserland                                                          | 4 – 5 | Hongarije                                                                                   | Wankdorf Stadion, Bern Toeschouwers: 19.000 Scheidsrechter: Stanley Rous (ENG) |
| 14 april Centraal-Europese Internationale Beker 1927-1930 № 136 «onderlinge duels» 15:00 uur (UTC+1) | Max Weiler 2' André Abegglen 26' André Abegglen 66' Max Abegglen 78' |       | 8' (e.d.) Georg Widmer 51' József Takács 56' Géza Toldi 73' Ferenc Hirzer 76' József Takács | Wankdorf Stadion, Bern Toeschouwers: 19.000 Scheidsrechter: Stanley Rous (ENG) |

|                                                                    |                                   |       |                        |                                                                                    |
| 5 mei Vriendschappelijk № 137 «onderlinge duels» 17:00 uur (UTC+1) | Oostenrijk                        | 2 – 2 | Hongarije              | Hohe Wartestadion, Wenen Toeschouwers: 49.000 Scheidsrechter: Albino Carraro (ITA) |
| 5 mei Vriendschappelijk № 137 «onderlinge duels» 17:00 uur (UTC+1) | Ignaz Siegl 25' Franz Weselik 82' |       | 15', 89' József Takács | Hohe Wartestadion, Wenen Toeschouwers: 49.000 Scheidsrechter: Albino Carraro (ITA) |

| |                      |       |                 |                                                                               |
| 8 september Centraal-Europese Internationale Beker 1927-1930 № 138 «onderlinge duels» 16:30 uur (UTC+1) | Tsjecho-Slowakije    | 1 – 1 | Hongarije       | Letenský Stadion, Praag Toeschouwers: 28.000 Scheidsrechter: Paul Ruoff (SUI) |
| 8 september Centraal-Europese Internationale Beker 1927-1930 № 138 «onderlinge duels» 16:30 uur (UTC+1) | František Svoboda 4' |       | 84' Jenő Kalmár | Letenský Stadion, Praag Toeschouwers: 28.000 Scheidsrechter: Paul Ruoff (SUI) |

|                                                                        |                                   |       |                  |                                                                                             |
| 6 oktober Vriendschappelijk № 139 «onderlinge duels» 16:00 uur (UTC+1) | Hongarije                         | 2 – 1 | Oostenrijk       | Hungária Körúti Stadion, Boedapest Toeschouwers: 32.000 Scheidsrechter: Sophus Hansen (DEN) |
| 6 oktober Vriendschappelijk № 139 «onderlinge duels» 16:00 uur (UTC+1) | József Takács 11' István Avar 52' |       | 82' Johann Klima | Hungária Körúti Stadion, Boedapest Toeschouwers: 32.000 Scheidsrechter: Sophus Hansen (DEN) |

MLSZ · A-internationals · Selecties · Bondscoaches · Hongaars vrouwenelftal · Olympisch elftal · Hongarije U21 · Hongarije U20 · Hongarije U19 · Hongarije U18 · Hongarije U17 · Hongarije U16
1902 – 1919 · 
1920 – 1929 · 
1930 – 1939 · 
1940 – 1949 · 
1950 – 1959 · 
1960 – 1969 · 
1970 – 1979 · 
1980 – 1989 · 
1990 – 1999 · 
2000 – 2009 · 
2010 – 2019 ·
2020 − 2029
EK's:
1964 · 
1972 · 
2016 ·
2020 ·
2024
WK's:
1934 · 
1938 · 
1954 · 
1958 · 
1962 · 
1966 · 
1978 · 
1982 · 
1986
OS:
1912 · 
1924 · 
1936 · 
1952 · 
1960 · 
1964 · 
1968 · 
1972 · 
1996
1902 · 
1903 · 
1904 · 
1905 · 
1906 · 
1907 · 
1908 · 
1909 · 
1910 · 
1911 · 
1912 · 
1913 · 
1914 · 
1915 · 
1916 · 
1917 · 
1918 · 
1919 · 
1920 · 
1921 · 
1922 · 
1923 · 
1924 · 
1925 · 
1926 · 
1927 · 
1928 · 
1929 · 
1930 · 
1931 · 
1932 · 
1933 · 
1934 · 
1935 · 
1936 · 
1937 · 
1938 · 
1939 · 
1940 · 
1941 · 
1942 · 
1943 · 
1944 · 
1945 · 
1946 · 
1947 · 
1948 · 
1949 · 
1950 · 
1952 · 
1952 · 
1953 · 
1954 · 
1955 · 
1956 · 
1957 · 
1958 · 
1959 · 
1960 · 
1961 · 
1962 · 
1963 · 
1964 · 
1965 · 
1966 · 
1967 · 
1968 · 
1969 · 
1970 · 
1971 · 
1972 · 
1973 · 
1974 · 
1975 · 
1976 · 
1977 · 
1978 · 
1979 · 
1980 · 
1981 · 
1982 · 
1983 · 
1984 · 
1985 · 
1986 · 
1987 · 
1988 · 
1989 · 
1990 · 
1991 · 
1992 · 
1993 · 
1994 · 
1995 · 
1996 · 
1997 · 
1998 · 
1999 · 
2000 · 
2001 · 
2002 · 
2003 · 
2004 · 
2005 · 
2006 · 
2007 · 
2008 · 
2009 · 
2010 · 
2011 · 
2012 · 
2013 · 
2014 · 
2015 ·
2016 ·
2017 ·
2018 ·
2019 ·
2020 ·
2021 ·
2022 ·
2023 ·
2024
Albanië ·
Algerije ·
Andorra · 
Antigua en Barbuda ·
Argentinië ·
Armenië ·
Australië ·
Azerbeidzjan ·
België ·
Bohemen ·
Bolivia ·
Bosnië en Herzegovina ·
Brazilië ·
Bulgarije ·
Canada ·
Chili ·
China ·
Colombia ·
Costa Rica ·
Cyprus ·
Denemarken ·
DDR ·
Duitsland ·
Egypte ·
El Salvador ·
Engeland ·
Estland ·
Faeröer ·
Finland ·
Frankrijk ·
Georgië ·
Griekenland ·
Ierland ·
IJsland ·
India ·
Iran ·
Israël ·
Italië ·
Ivoorkust ·
Japan ·
Joegoslavië ·
Jordanië ·
Kazachstan · 
Koeweit ·
Kosovo · 
Kroatië ·
Letland ·
Libanon ·
Liechtenstein ·
Litouwen ·
Luxemburg ·
Malta ·
Mexico ·
Moldavië ·
Montenegro ·
Nederland ·
Nederlands-Indië ·
Nieuw-Zeeland ·
Noord-Ierland ·
Noord-Macedonië ·
Noorwegen ·
Oekraïne ·
Oostenrijk ·
Paraguay ·
Peru ·
Polen ·
Portugal ·
Qatar ·
Roemenië ·
Rusland ·
San Marino ·
Saoedi-Arabië ·
Schotland ·
Servië ·
Slovenië ·
Slowakije ·
Sovjet-Unie ·
Spanje ·
Tsjechië ·
Tsjecho-Slowakije ·
Turkije ·
Uruguay ·
Verenigde Arabische Emiraten ·
Verenigde Staten ·
Verenigd Koninkrijk ·
Wales ·
Wit-Rusland ·
Zuid-Korea ·
Zweden ·
Zwitserland
Brazilië (1954) · 
Duitsland (2021) ·
Frankrijk (2021) · 
IJsland (2016) · 
Italië (1938) · 
Oostenrijk (2016) · 
Portugal (2021) · 
West-Duitsland (1954, 2)
België · Bulgarije · Denemarken · Duitsland · Engeland · Estland · Finland · Frankrijk · Griekenland · Hongarije · Ierland · Italië · Joegoslavië · Letland · Litouwen · Luxemburg · Nederland · Noord-Ierland · Noorwegen · Oostenrijk · Polen · Portugal · Roemenië · Schotland · Sovjet-Unie · Spanje · Tsjecho-Slowakije · Turkije · Wales · Zweden · Zwitserland